# Archie Watkins
Archie Watkins (15 settembre 1989) è un calciatore figiano, difensore del Suva.

## Carriera

### Nazionale
Nel 2012 ha partecipato alla Coppa d'Oceania con la Nazionale figiana, con cui già aveva esordito nel 2011 e con la quale ha disputato in totale 3 partite.